# Lara Wolters

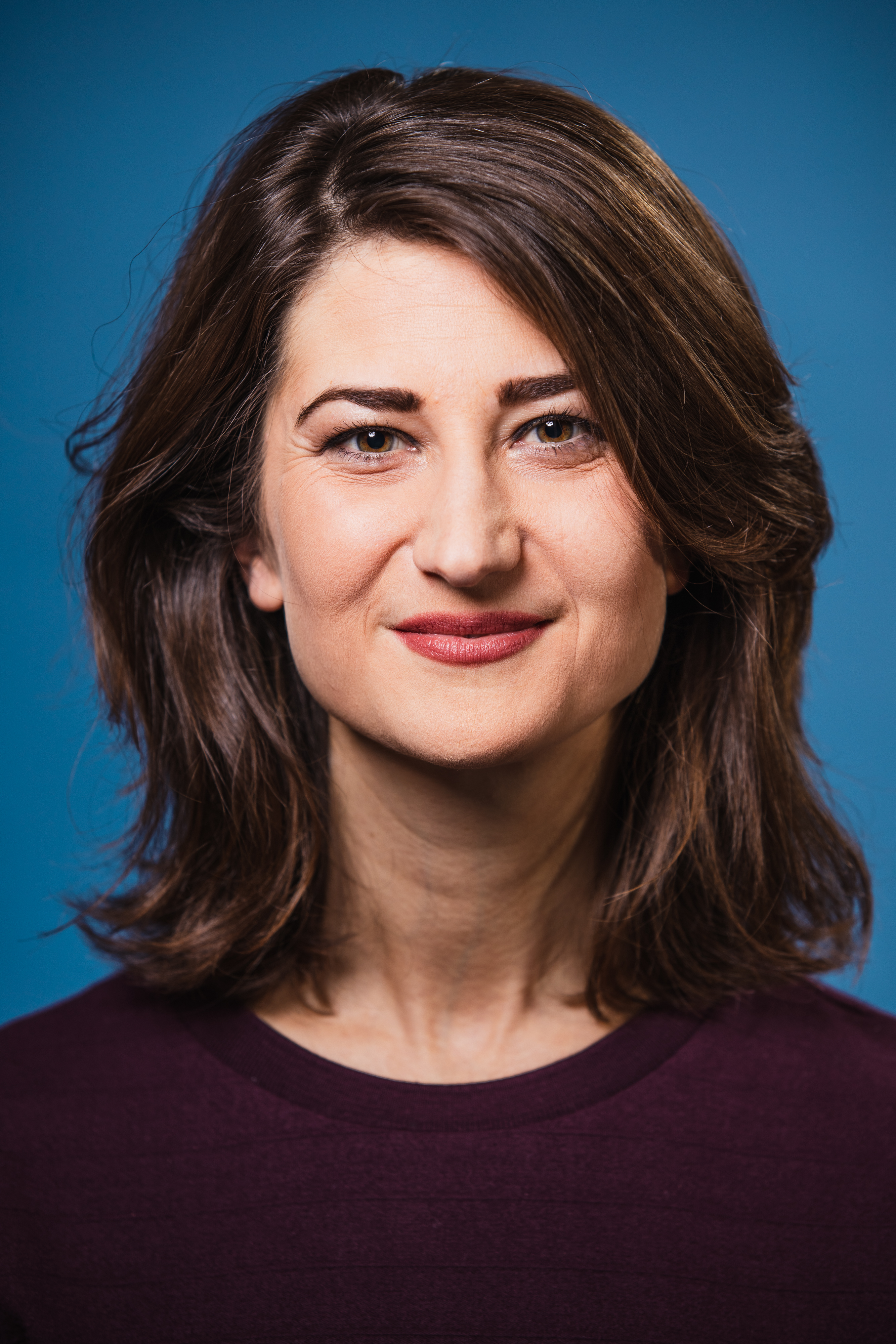
Lara Wolters em 2020

Lara Wolters (Amsterdam, 12 de abril de 1986) é uma política holandesa do Partido Trabalhista que atua como membro do Parlamento Europeu desde 2019.
Wolters estudou sociologia, ciência política e direito na University College London. Ela passou um ano na Universidade de Estrasburgo através do programa Erasmus, onde completou um estágio no Parlamento Europeu.
Wolters tornou-se membro do Parlamento Europeu quando substituiu Frans Timmermans, que decidiu não reclamar o seu assento parlamentar após as eleições europeias de 2019. Desde então, ela actuou na Comissão de Controle Orçamentário e na Comissão de Assuntos Jurídicos.
Além das suas atribuições nas comissões, Wolters faz parte da delegação do Parlamento para as relações com a China. Ela também é membro do Intergrupo do Parlamento Europeu sobre Anticorrupção.